# Noordhollandsch Kanaal

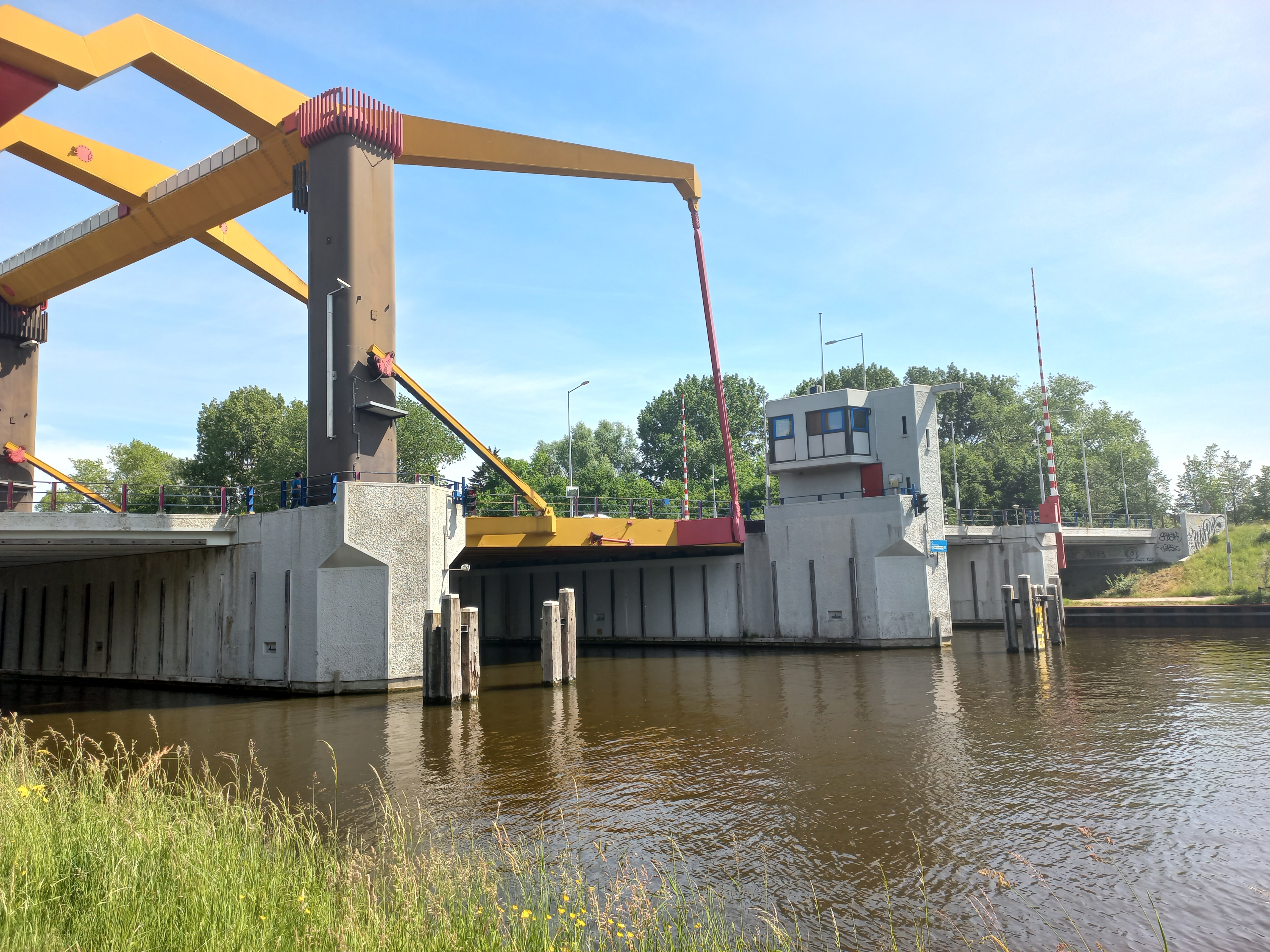
IJdoornlaanbrug in Amsterdam-Noord.

Het Noordhollandsch Kanaal is een Nederlands kanaal in de provincie Noord-Holland en loopt van Amsterdam-Noord, via Purmerend en Alkmaar naar Den Helder. Het kanaal is geklasseerd voor verschillende CEMT-klassen. Klasse II voor het deel IJ – Het Schouw, klasse 0 voor de route Het Schouw – Purmerend en klasse IV voor het traject Purmerend – Den Helder.
Het Noordhollandsch Kanaal is in het begin van de negentiende eeuw in opdracht van koning Willem I gegraven. Naar hem is de Willem I-sluis in het uiterste zuiden van het kanaal in Amsterdam-Noord vernoemd. In Den Helder bevindt zich de Koopvaardersschutsluis.

## Geschiedenis
In de zeventiende eeuw nam de bevaarbaarheid van de Zuiderzee voor de zeescheepvaart naar Amsterdam af. Met name de ondiepte bij Pampus die de doorgang naar het IJ voor grote schepen blokkeerde zorgde voor veel oponthoud. Toen het overladen van goederen naar kleinere schepen te tijdrovend en te duur werd is men gebruik gaan maken van scheepskamelen. Daarbij kampte Amsterdam ook met het dichtslibben van de Amsterdamse haven.
Het graven van een rechtstreekse verbinding naar de Noordzee durfde men echter nog niet aan. Een dergelijk plan zou gepaard moeten gaan met de afdamming van het IJ bij de Zuiderzee en een groot sluizencomplex bij de Noordzee, waar men technisch nog niet toe in staat was dat te bouwen.
Nederland verkeerde na de Franse Tijd in een slechte economische staat; het was als wingewest gebruikt en de water- en wegverbindingen waren gebrekkig. Willem I, die zowel koopman-koning als kanalenkoning genoemd werd, stimuleerde de aanpak van beide problemen; oude verkeersverbindingen werdem verbeterd en nieuwe aangelegd, met het Noordhollandsch Kanaal als het belangrijkste kanaal.
In 1818 gaf de koning waterbouwkundige Jan Blanken opdracht een plan uit te werken. De legertop drong al sinds de late achttiende eeuw aan op een kanaal vanuit Amsterdam om de marinebasis Nieuwediep bij Den Helder in oorlogstijd veilig te kunnen bevoorraden. In Blankens voorstel was het kanaal alleen geschikt voor binnenvaartschepen. Amsterdam was hier fel op tegen; zeeschepen zouden in dat geval Den Helder als eindbestemming kunnen kiezen, waardoor Amsterdam belangrijke inkomsten zou mislopen. In 1819 werden de koning en Amsterdam het eens over een breder en dieper kanaal, geschikt voor zeeschepen. De kosten werden begroot op 4 miljoen gulden, waarvan de stad Amsterdam een kwart zou betalen.
Tot de aanleg van het Noordhollandsch Kanaal werd bij koninklijk besluit van 15 april 1819 besloten. Blanken kreeg de leiding over het project. Om de kosten zo laag mogelijk te houden, loopt het kanaal via een aantal bestaande boezemwateren. Zo volgt het kanaal niet alleen de tracés van de Buikslotertrekvaart (gegraven in 1660) en de ringvaarten van enkele polders (Buikslotermeerpolder, Beemster en Schermer), maar ook Het Slochter, de trekvaart Amsterdam–Purmerend, de Alkmaarder stadsgracht en het riviertje de Rekere ten noorden van Alkmaar. Deze wateren moesten wel worden verbreed en uitgediept.

### Het Koegras
Tegelijk met de aanleg van het Noordhollandsch Kanaal werd ook de Koegraszeedijk aangelegd. Deze ligt ten oosten van het kanaal tussen Den Helder en de Zijpe- en Hazepolder. De uitgegraven grond werd gebruikt voor de aanleg van de dijk. Hierdoor ontstond een nieuwe bedijking, de polder het Koegras. De bodem ervan was voornamelijk zandgrond, geen vruchtbare klei, en was daarom vooral geschikt voor beweiding. Door deze inpoldering werd ook de landverbinding tussen Den Helder en de rest van Nederland aanzienlijk verbeterd.

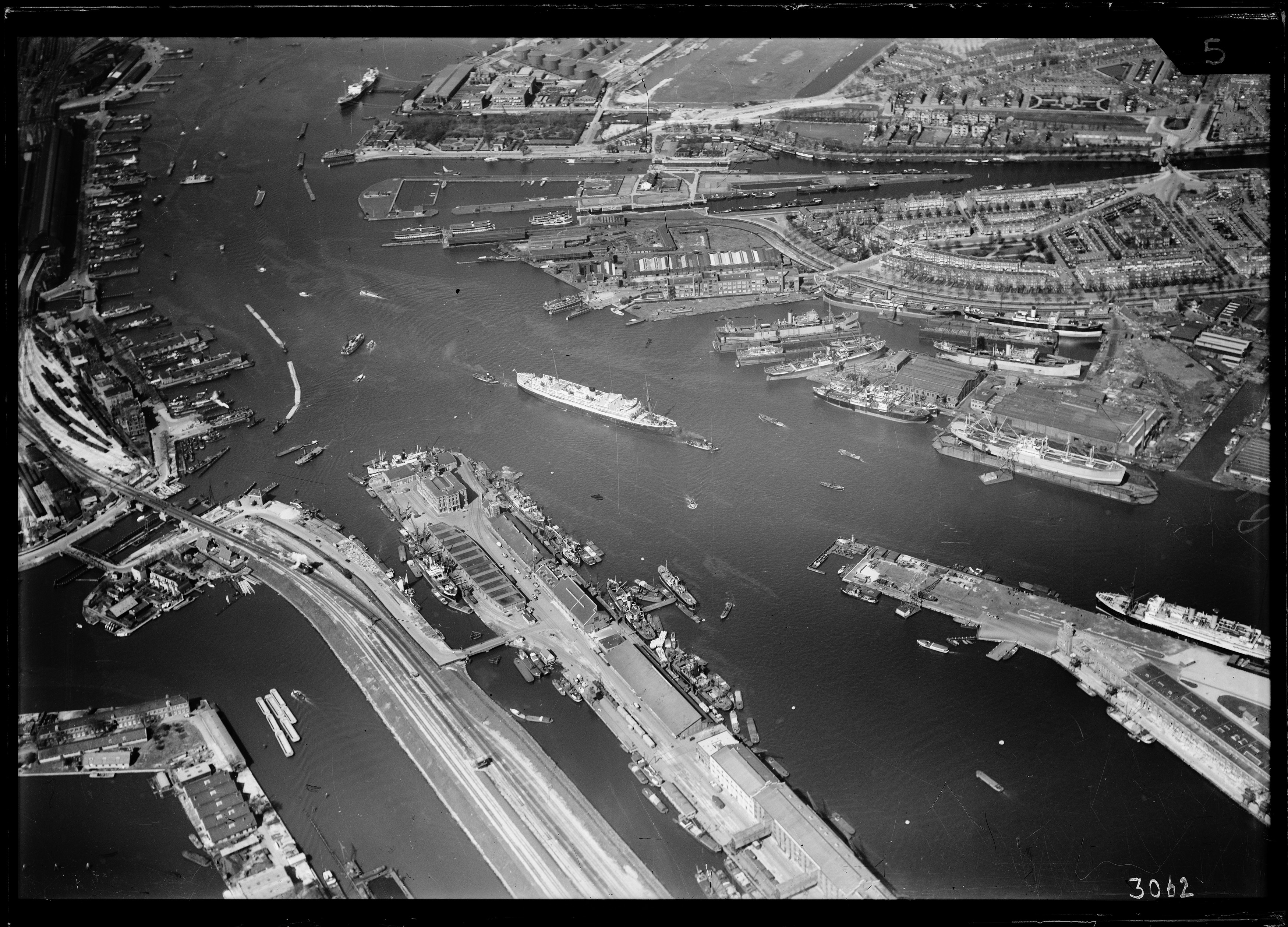
Luchtfoto van rond 1925 van het IJ in Amsterdam. Rechtsboven verschijnt het Noordhollandsch Kanaal op de foto. Het kanaal splitst in twee takken die via sluizen in het IJ monden.

## Aanleg
Met het werk werd in de zomer van 1819 begonnen; er werd met de schop gegraven door een leger van negenduizend slecht betaalde arbeiders. De lonen, door Blanken vastgesteld op 1,30 gulden per dag voor een ongeschoolde arbeider, lagen in de werkelijkheid op 50 cent per dag. De werkzaamheden waren zwaar, alles gebeurde met schoppen, kruiwagens en paarden, en de behuizing en voeding waren slecht. De aannemers moesten zorgen voor behuizing, maar dit gebeurde niet altijd en veel arbeiders woonden in zelfgemaakte bouwsels dicht bij de werkplek. Vooral in de winter was het leed groot. Vaak waren er ongeregeldheden en de regering werd genoodzaakt militaire eenheden langs het kanaal te stationeren om de controle te behouden.
Het kanaal kreeg een lengte van 79 kilometer, een breedte van 37,7 meter bij zomerpeil, een diepte van 5,7 tot 6,3 meter en een bodembreedte van 9,4 meter. Aan beide zijden werd een jaagpad aangelegd met een breedte van 5,6 meter – dezelfde breedte als die van een grote provinciale weg. Het was destijds het langste kanaal ter wereld. Het kanaal heeft elf miljoen gulden gekost, en de aanleg duurde ongeveer vijf jaar. Overigens geeft een bron uit 1926 dat het kanaal 8,5 miljoen gekost had, waarvan 1,15 miljoen van de gemeenten Amsterdam, Alkmaar en wat kleinere gemeenten kwam.
Het kanaal kreeg drie schutsluizen, namelijk: de Willem I-sluis (tegenover het Amsterdamse Centraal Station), de sluis bij Purmerend en de Koopvaardersschutsluis of Commerciesluis bij Den Helder.
Daarnaast ook andere sluizen:
- een keersluis bij Buiksloot in de Noorder IJ- en Zeedijk
- een keer- annex schutsluis bij 't Zand in de Zijpsche Zeedijk. Deze is in de jaren 80 ontmanteld tot een keersluis zonder schutmogelijkheid. De lage deuren zijn verwijderd. De sluizen zijn ongeveer 65 meter lang, 15 meter breed en 5,5 meter diep.

Het kanaal is verdeeld in drie panden, namelijk:
- van het IJ met de Willem I-sluizen tot aan de sluis bij Purmerend, een afstand van 16 kilometer;
- vanaf Purmerend gaat het kanaal verder via de Zuiderringvaart van de Beemster en de Westerringvaart van de Schermer naar de Zijpersluis bij 't Zand. Deze sluis stond meestal open omdat het peil van het tweede pand vrijwel altijd gelijk was aan dat van de derde. De lengte van het tweede pand is circa 52 kilometer;
- van de Zijpersluis gaat het kanaal aan de binnenkant van de Koegraszeedijk verder naar het noorden. Na zo'n 12 kilometer komt het kanaal uit bij de Koopvaardersschutsluis te Den Helder, het einde van het kanaal.

## Vlotbruggen

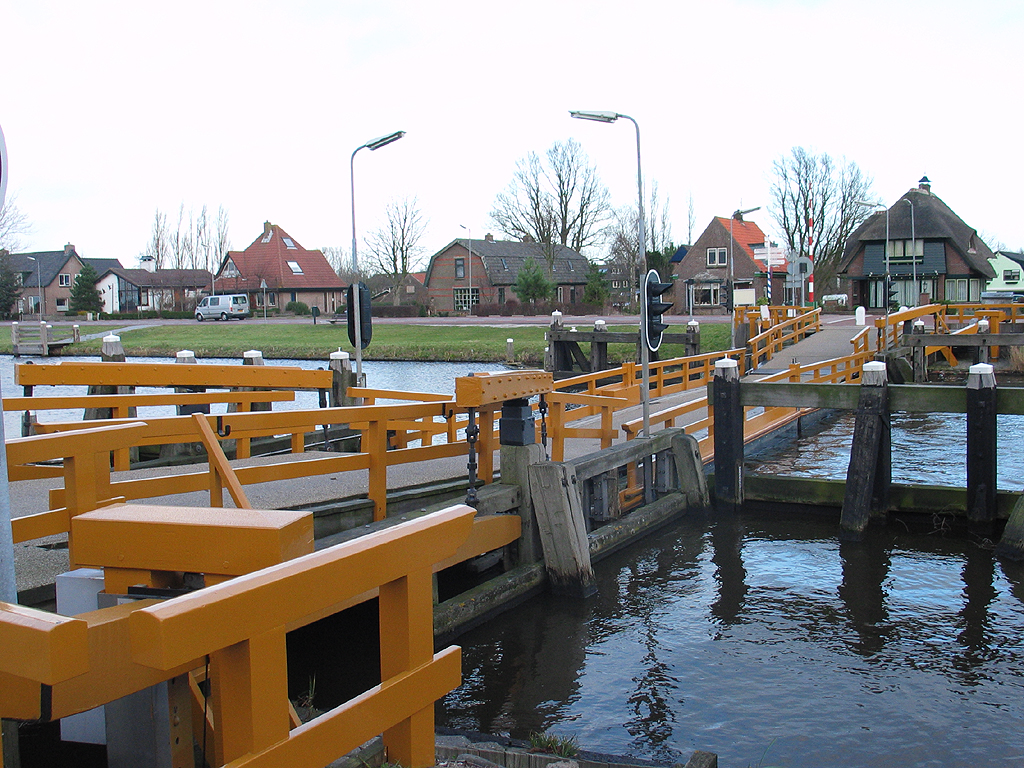
De Koedijkervlotbrug (2005)

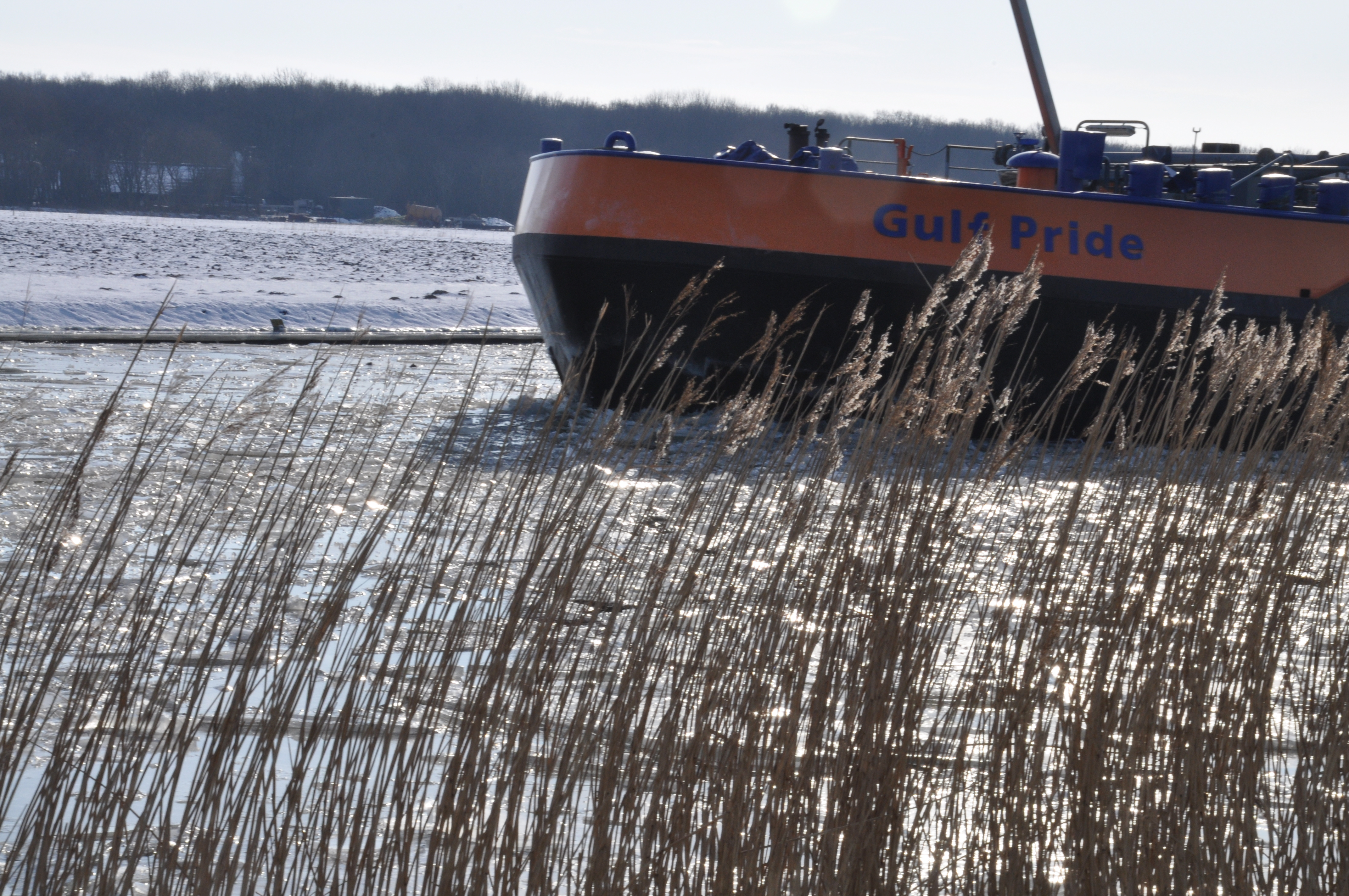
IJsgang in het kanaal, februari 2012

De breedte van het kanaal was 37 meter, genoeg om twee linieschepen van de marine elkaar te laten passeren, maar te veel voor de ophaalbruggen van die tijd. Veerponten zouden te veel oponthoud geven voor de omwonenden, en zo koos men voor negen vlotbruggen. Ze werden omstreeks 1824 gebouwd, waarvan er anno 2025 nog vier aanwezig zijn. De bruggen worden naar de kant getrokken als er een schip passeert. De vlotten waren oorspronkelijk van hout. Later zijn ze door metalen drijvers vervangen.
In het Kanaal door Voorne, eveneens voor de marine aangelegd, zijn ook vlotbruggen gebruikt, maar bijzonder bij het Noordhollandsch Kanaal is, dat er nog enkele over zijn. 
Verdwenen zijn:
- de Vlotbrug bij De Kooy, in 1950 vervangen door een ophaalbrug (voormalige trambrug uit Terneuzen). In 1989 is hier een nieuw viaduct met een basculebrug gebouwd.
- de Zijpersluisbrug, die vervangen werd door een veerpont omdat ze vaak werd geramd door schepen,
- de Stolpervlotbrug bij De Stolpen, die opgeheven werd toen het Kanaal Stolpen-Kolhorn werd aangelegd,
- de Vlotbrug bij de Bierkade te Alkmaar, die later door een veerpont werd vervangen.
- de Kogerpolder vlotbrug, in 1959 vervangen door een basculebrug.

Vier stuks zijn nog aanwezig, alle ten noorden van Alkmaar:
- de Koedijkervlotbrug
- de Burgervlotbrug
- de Sint Maartensvlotbrug
- de Vlotbrug 't Zand

Daarnaast is in 2012 een nieuwe vlotbrug aangelegd, enkele kilometers ten noorden van de Koedijkervlotbrug:
- de Rekervlotbrug

Na het optreden van mankementen is die brug gedemonteerd en hersteld. Hij is in 2013 weer in gebruik genomen.
Voor een volledig overzicht van alle bruggen over het kanaal:

## Ponten en veren

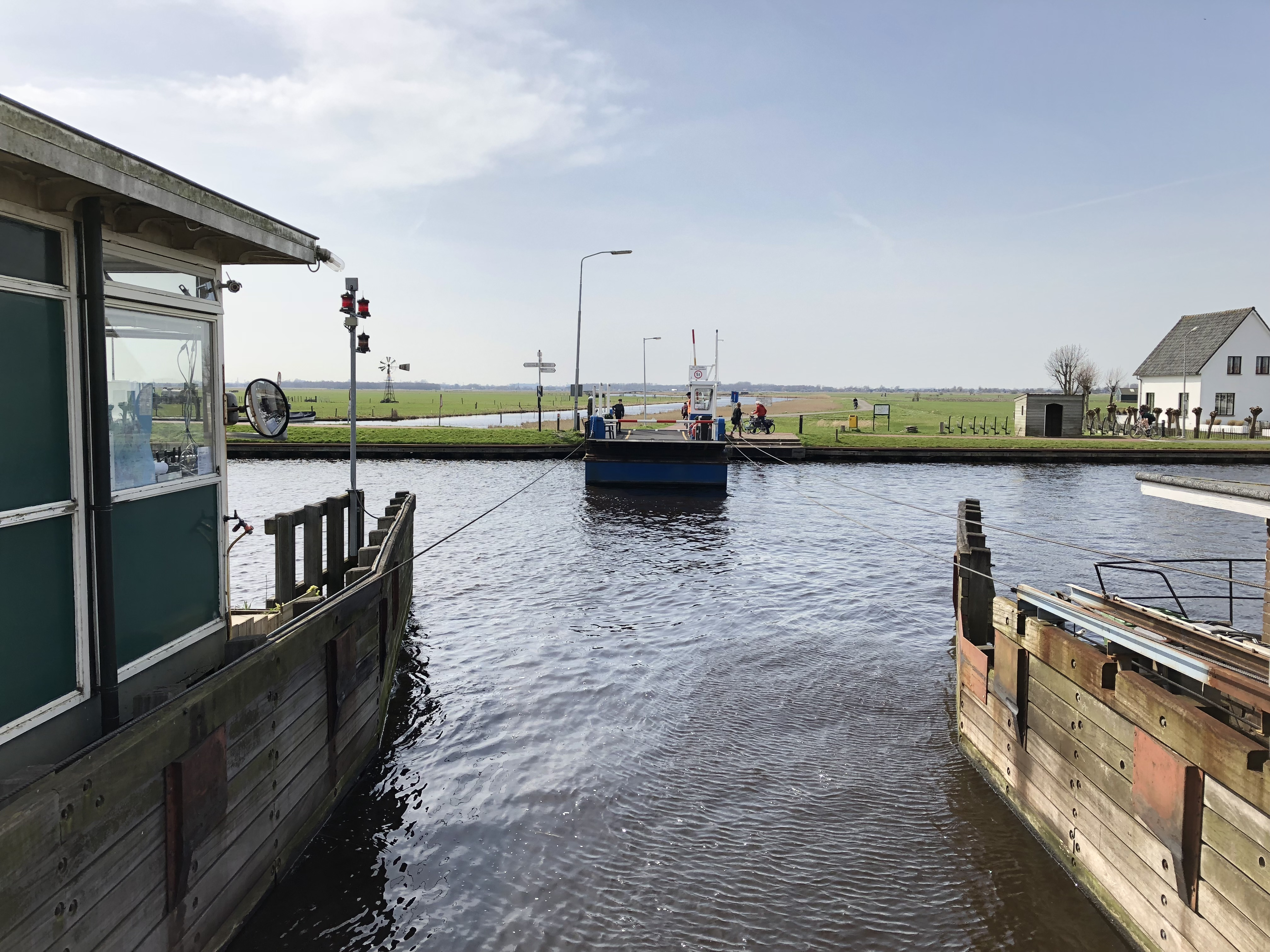
Veerpont Ilpendam - Purmerland

Over het kanaal liggen zes ponten en veren, van zuid naar noord:
- Veerpont Landsmeer - Het Schouw;
- Veerpont Ilpendam - Purmerland/ Landsmeer;

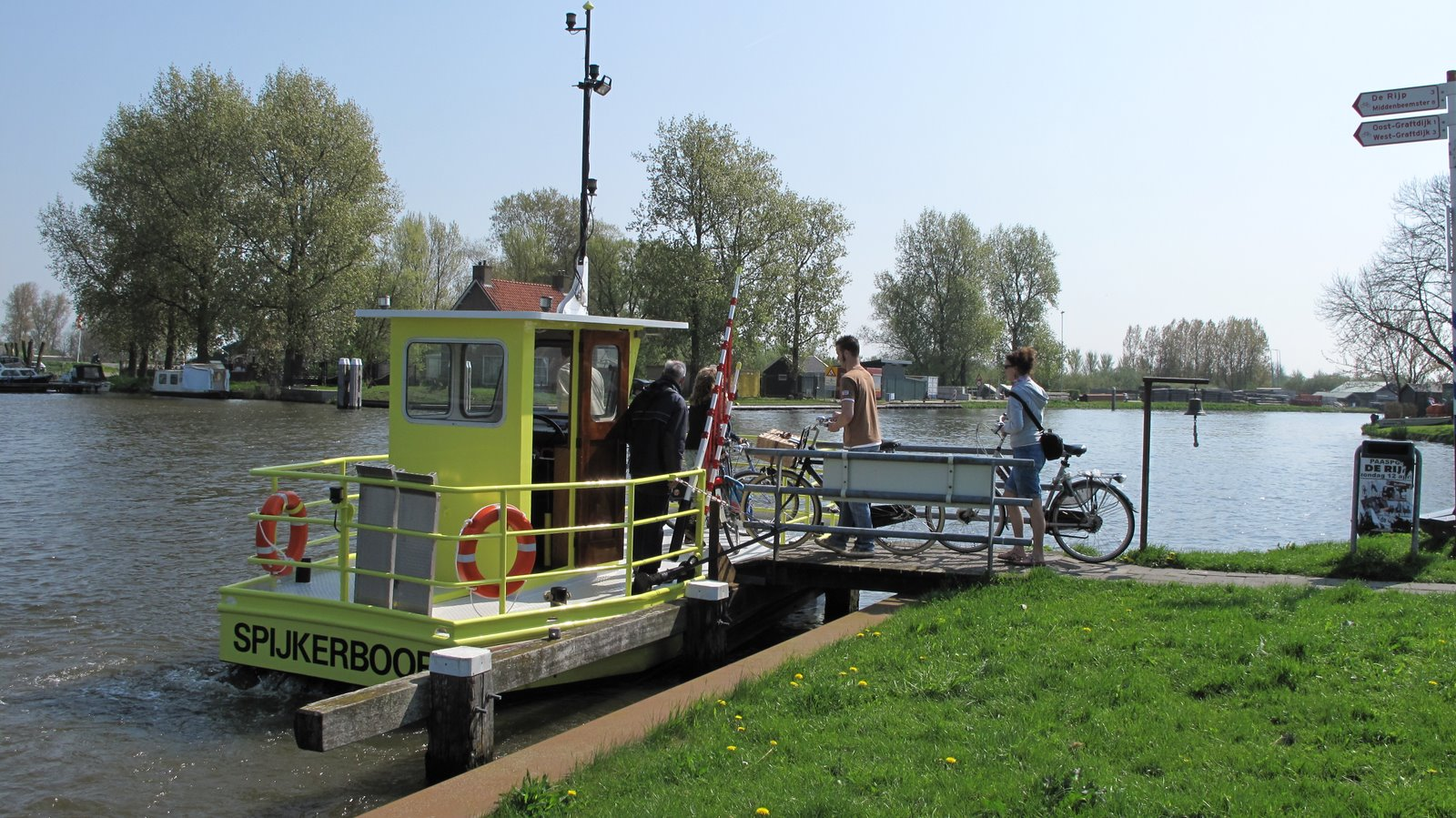
Fiets- en voetveer 'Jan Hop'

- Fiets- en voetveer  'Jan Hop' , Spijkerboor - De Rijp;
- Veerpont  'Schouw' , Akersloot - Zuidschermer;
- Fiets- en voetveer Alkmaar, Bierkade - Eilandswal;
- Veerpont Anna Paulowna - Julianadorp.

## Belang
Het kanaal kwam gereed op 4 december 1824 en op 15 december passeerde het eerste grote schip, dat door acht paarden werd voortgetrokken. Op eigen zeilkracht de reis maken was niet mogelijk; daar was het kanaal te smal en te bochtig voor. De hele trip duurde ongeveer twee dagen, maar toch betekende het Noordhollandsch Kanaal een aanzienlijke bekorting van de vaartijd voor schepen tussen Amsterdam en Den Helder. In 1828 maakten circa 700 schepen gebruik van het kanaal en in 1841 lag dit aantal op 1700.
De scheepvaartbewegingen in het kanaal werden nauwgezet bijgehouden. Alle schepen die de sluizen passeerden werden geregistreerd, om de tolgelden tot een halve cent nauwkeurig te verantwoorden. In 1856 ontving de havenmeester aan het Nieuwediep een totaal bedrag van ƒ 80.110,985 aan sluis- en loodsgelden. Volgens het provinciaal jaarverslag passeerden de volgende aantallen schepen de sluizen in het jaar 1856:
| Omschrijving          | Sluis te Den Helder | Sluis aan 't Zand | Sluis te Purmerend | Willemsluis |
| --------------------- | ------------------- | ----------------- | ------------------ | ----------- |
| Zeeschepen in lading  | 1.779               | -                 | -                  | -           |
| Zeeschepen in ballast | 566                 | -                 | -                  | -           |
| Totaal zeeschepen     | 2.345               | -                 | 1.516              | 1.548       |
| Binnenvaartschepen    | 3.292               | 7.354             | 10.687             | 13.241      |

Maar met de groei van het scheepvaartverkeer en de grotere omvang van de schepen werd het kanaal al spoedig te klein. In 1854 werd een Amerikaanse klipper van 1500 ton de toegang tot het kanaal ontzegd; de sluizen konden schepen van maximaal 1000 ton aan. In 1866 klaagde de Kamer van Koophandel van Amsterdam: "Er komen bijna geen zeeschepen meer naar Amsterdam". De zeeschepen losten de lading in Den Helder in lichters, die de goederen naar het IJ brachten.
In 1876, een halve eeuw na ingebruikname, was de techniek zover gevorderd dat een korter kanaal naar de Noordzee kon worden gerealiseerd tussen IJmuiden en Amsterdam: het huidige Noordzeekanaal. Het belang van het Noordhollandsch Kanaal voor de scheepvaart nam daarmee sterk af. Alleen ten noorden van Alkmaar heeft het belang voor scheepvaart. Wel heeft het kanaal een grote betekenis voor de waterhuishouding van Noord-Holland.

## GemaalDe Helsdeur

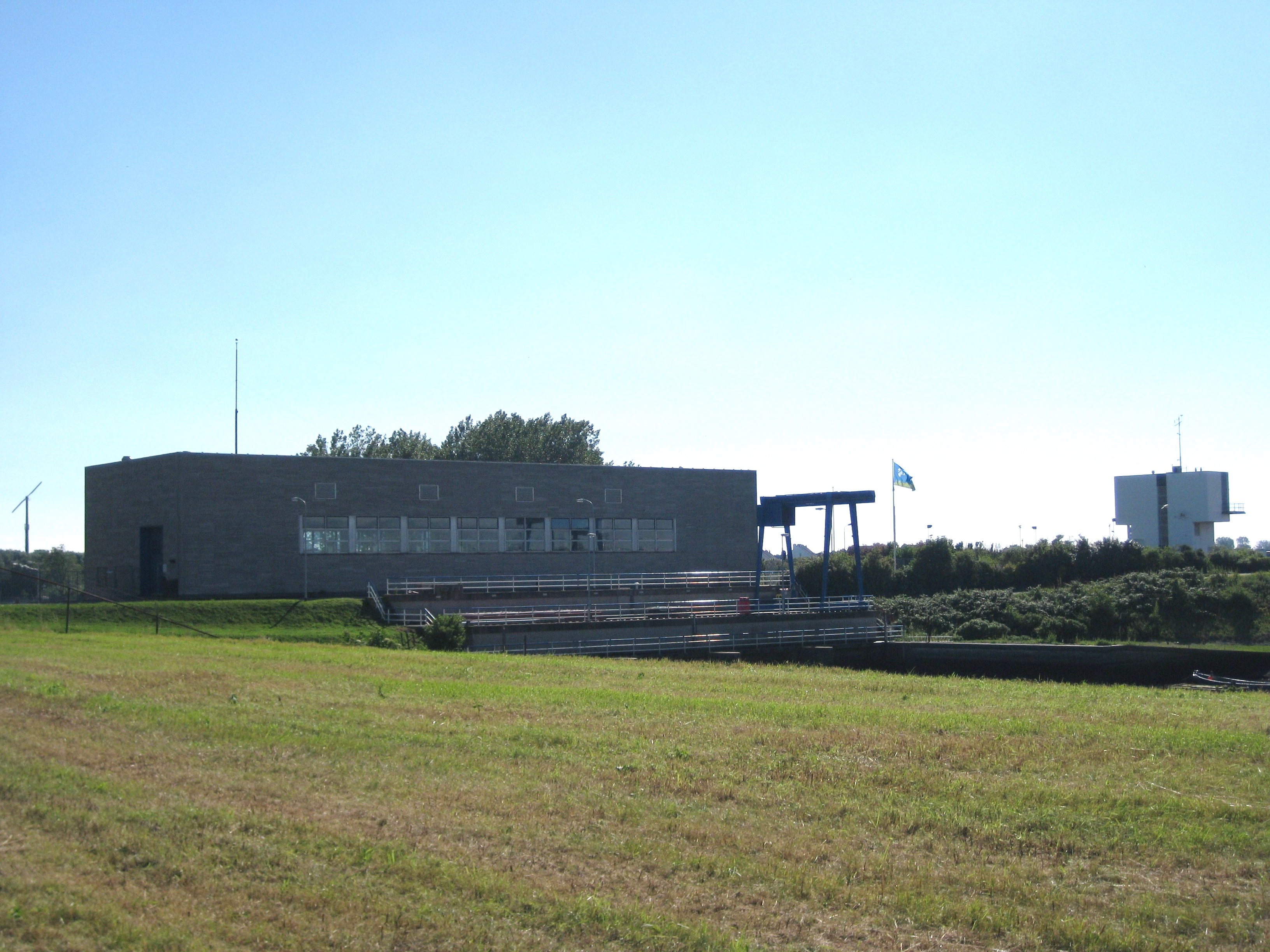
Gemaal De Helsdeur

In 1960 werd besloten een groot gemaal aan het kanaal in Den Helder te bouwen. Drie belangrijke redenen werden hiervoor genoemd:
- Destijds was het Noordhollandsch Kanaal verontreinigd door de lozing van ongezuiverd afvalwater van mens en industrie. Met de bouw van een gemaal kon het kanaal doorlopend schoongespoeld worden door water uit het IJsselmeer in te laten;
- Verder kwam via de schutsluizen en het marinedok veel zeewater naar binnen. Een gemaal kon het binnenkomende zoute water direct weer terugpompen in zee;
- Ten slotte lozen tal van polders in Noord-Holland het overtollige water in de Schermerboezem die in verbinding staat met het kanaal die het water naar zee voert. Tot in de jaren zestig ging de waterlozing nog langs natuurlijke weg, bij eb gingen de spuisluizen open en liep het water vanzelf naar buiten. Bij vloed en slecht weer werkte dit soms onvoldoende met wateroverlast tot gevolg. Een gemaal bood hiervoor ook een oplossing.

In 1969 ging de bouw van start. Vanwege de locatie – dicht bij de marinehaven en in geval van oorlog zou het gemaal schade kunnen oplopen - werd het gebouw voorzien van een bomvrije schuilkelder voor het personeel en hun gezinsleden. In november 1972 kwam het werk gereed en op 13 april 1973 werd het gemaal officieel in gebruik genomen.
Het gemaal kreeg een capaciteit van 2400 m³ water per minuut. Vier dieselmotoren leverden het noodzakelijke vermogen om de pompen aan te drijven. Naast de pompen kan het water onder het gemaal ook nog worden gespuid langs de natuurlijke weg. In 2002 werd de capaciteit verhoogd tot 3600 m³ per minuut en stapte men over op elektrische aandrijving van de pompen. Het water wordt uitgeslagen in het Nieuwediep.

## Koelwater
In 2021 werd een koelwaterleiding van het kanaal naar het BovenIJ Ziekenhuis in Amsterdam-Noord en weer terug aangelegd. Het BovenIJ werd daarmee het tweede ziekenhuis in Nederland dat watergekoeld wordt. Ook gaat de nieuwe kernreactor in Petten koelwater uit het kanaal halen.
Zijkanaal A · Zijkanaal B · Zijkanaal C · Zijkanaal D · Zijkanaal E · Zijkanaal F · Zijkanaal G · Zijkanaal H · Zijkanaal I · Zijkanaal J · Zijkanaal K